# Cutting Corners
Cutting Corners (Odcinanie kuponów) – trzeci album szwedzkiej grupy pop-rockowej Secret Service, nagrany w 1981, a wydany w 1982 nawiązujący muzycznie do synth popu i new romantic. Album starannie zaaranżowany i wyprodukowany, mogący uchodzić za szczytowe osiągnięcie zespołu, zawiera największy przebój Secret Service "Flash in the Night", wydany również na singlu.

## Lista utworów
Wszystkie utwory skomponowali Björn Håkanson (teksty) i (oprócz "Fire Into Ice") Tim Norell (muzyka). Pierwsze winylowe wydanie płyty przez Sonet Records nosiło sygnaturę SLP-2710.
1. „Over Town” – 4:00
2. „Fire Into Ice” – 3:55 (muzyka Ulf Wahlberg)
3. „Cutting Corners” – 3:25
4. „Flash in the Night” – 5:13
5. „Cry Softly (Time is Mourning)” – 3:37
6. „If I Try” – 4:37
7. „Like a Morning Song” – 3:25
8. „When the Dancer You Have Loved Walks Out the Door” – 3:50
9. „Rainy Day Memories” – 3:09
10. „Watching Julietta” – 3:25

## Skład
- Ola Håkansson - śpiew
- Ulf Wahlberg - chórki, instrumenty klawiszowe, gitary
- Tim Norell - instrumenty klawiszowe
- Tonny Lindberg - gitary
- Leif Paulsen - gitara basowa
- Leif Johansson - instrumenty perkusyjne

### Techniczni
- Acke Gårdebäck - inżynier dźwięku
- Leif Allansson - inżynier dźwięku